# العلاقات الباكستانية السيشلية
العلاقات الباكستانية السيشلية هي العلاقات الثنائية التي تجمع بين باكستان وسيشل.

## مقارنة بين البلدين
هذه مقارنة عامة ومرجعية للدولتين:
| وجه المقارنة                                              | باكستان                     | سيشل                                                |
| --------------------------------------------------------- | --------------------------- | --------------------------------------------------- |
| المساحة (كم2)                                             | 881.91 ألف                  | 459                                                 |
| عدد السكان (نسمة)                                         | 197.02 مليون                | 95.84 ألف                                           |
| الكثافة السكانية (ن./كم²)                                 | 223.4                       | 20.88 ألف                                           |
| العاصمة                                                   | إسلام آباد                  | فيكتوريا                                            |
| اللغة الرسمية                                             | لغة إنجليزية، اللغة الأردية | لغة فرنسية، لغة إنجليزية، اللغة الكريولية السيشيلية |
| العملة                                                    | روبية باكستانية             | روبية سيشلية                                        |
| الناتج المحلي الإجمالي (بليون دولار)                      | 304.95 مليار                | 1.49 مليار                                          |
| الناتج المحلي الإجمالي (تعادل القوة الشرائية) بليون دولار | 946.67 مليار                | 2.54 مليار                                          |
| الناتج المحلي الإجمالي الاسمي للفرد دولار أمريكي          | 1.43 ألف                    | 15.48 ألف                                           |
| الناتج المحلي الإجمالي للفرد دولار أمريكي                 | 4.81 ألف                    | 26.42 ألف                                           |
| مؤشر التنمية البشرية                                      | 0.538                       | 0.772                                               |
| رمز المكالمات الدولي                                      | +92                         | +248                                                |
| رمز الإنترنت                                              | .pk                         | .sc                                                 |
| المنطقة الزمنية                                           | ت ع م+05:00                 | ت ع م+04:00                                         |

## منظمات دولية مشتركة
يشترك البلدان في عضوية مجموعة من المنظمات الدولية، منها:
| علم المنظمة | اسم المنظمة                               | تاريخ انضمام باكستان | تاريخ انضمام سيشل |
| ----------- | ----------------------------------------- | -------------------- | ----------------- |
|             | يونسكو                                    | 14 سبتمبر 1949       | 18 أكتوبر 1976    |
|             | وكالة ضمان الاستثمار متعدد الأطراف        | 12 أبريل 1988        | 15 سبتمبر 1992    |
|             | الأمم المتحدة                             | 30 سبتمبر 1947       | 21 سبتمبر 1976    |
|             | دول الكومنولث                             | ?                    | 1976              |
|             | الفريق المعني برصد الأرض                  | ?                    | ?                 |
|             | الاتحاد البريدي العالمي                   | ?                    | ?                 |
|             | البنك الدولي للإنشاء والتعمير             | 11 يوليو 1950        | 29 سبتمبر 1980    |
|             | الاتحاد الدولي للاتصالات                  | 26 أغسطس 1947        | 17 سبتمبر 1999    |
|             | منظمة حظر الأسلحة الكيميائية              | ?                    | 29 أبريل 1997     |
|             | مؤسسة التمويل الدولية                     | 20 يوليو 1956        | 11 يونيو 1981     |
|             | المركز الدولي لتسوية المنازعات الاستشارية | 15 أكتوبر 1966       | 19 أبريل 1978     |
|             | منظمة الشرطة الجنائية الدولية             | ?                    | 1 سبتمبر 1977     |

## وصلات خارجية
- موقع وزارة الخارجية الباكستانية
- موقع وزارة الخارجية السيشلية